# Societas negotiationis
Een societas negotiationis (ca. 200 v.Chr.) was een societas van socii of μετοχοι die communicare lucrum et damnum ("delen in winst en verlies") door consensus ("manet autem societas eo usque, donec in eodem consensu perseraverint", Institutiones III, xxv, 4.) gevormd met als doel een negotiatio ("bedrijf") op te richten. Oorspronkelijk kende men enkel gelijke "aandelen" - men moest wel niet langer meer zijn hele vermogen in het vennootschap steken zoals in de consortia of de societas omnium bonorum - maar dit zou later veranderen. Net zoals het consortium familiare, consortium pseudo-familiare en de societas omnium bonorum had de societas negotianis geen rechtspersoonlijkheid.